# Заутенс

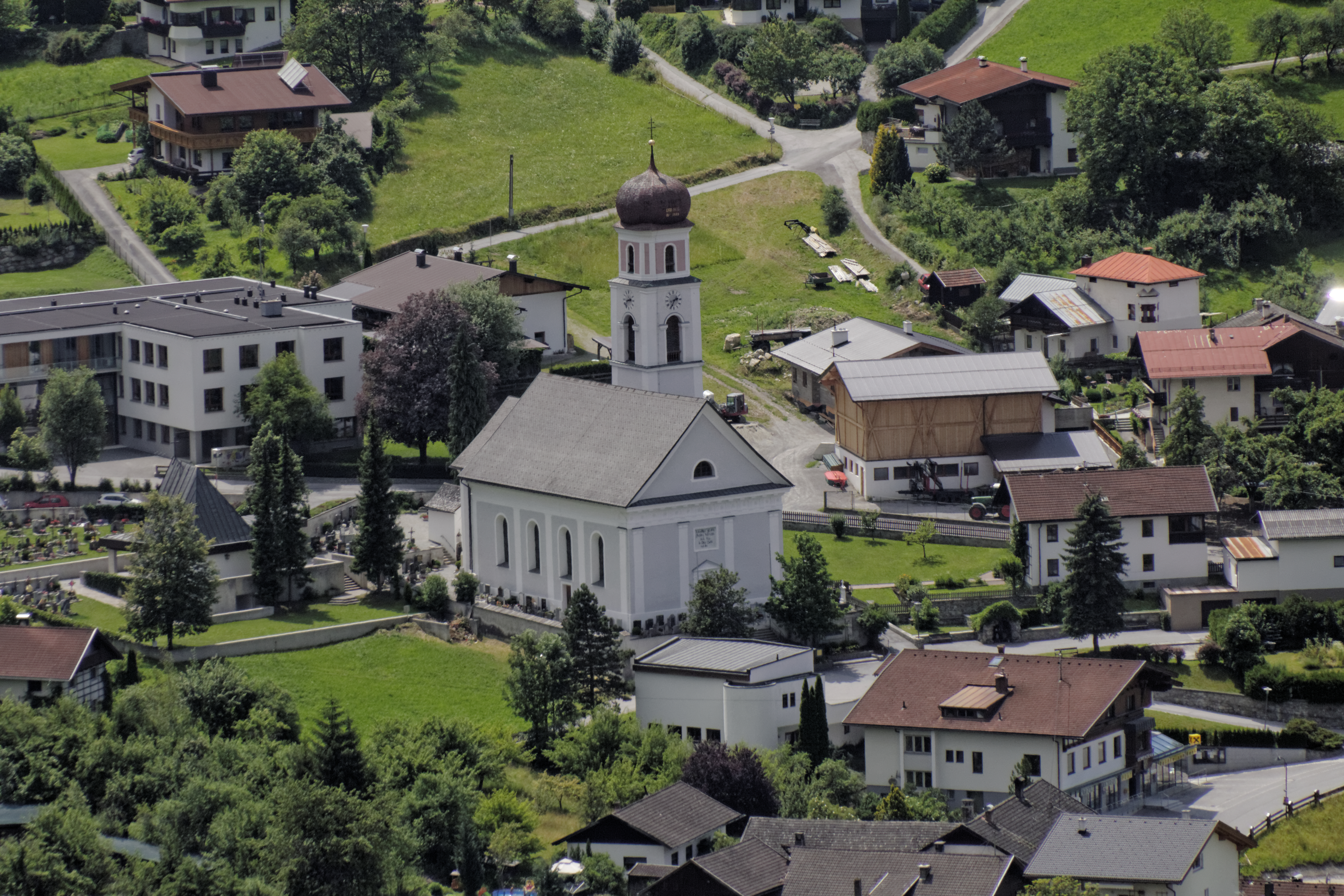
Sautens Neue Pfarrkirche

Заутенс (нім. Sautens) —  громада округу Імст у землі Тіроль, Австрія.
Заутенс лежить на висоті  812 м над рівнем моря і займає площу  11,61 км². Громада налічує 1427 мешканців. 
Густота населення 123/км².  
|                                  |
| Заутенс на мапі округу та землі. |

 Адреса управління громади: Dorfstraße 55, 6432 Sautens. 

## Демографія
Історична динаміка населення міста за даними сайту Statistik Austria

## Виноски
1. ↑  Dauersiedlungsraum der Gemeinden Politischen Bezirke und Bundesländer - Gebietsstand 1.1.2018 — Статистичне управління Австрії.
2. ↑  https://www.statistik.at/blickgem/blick1/g70218.pdf
3. ↑  www.sautens.tirol.gv.at. Архів оригіналу за 23 березня 2022. Процитовано 23 березня 2022.
4. ↑  Gemeindedaten von Sautens. Архів оригіналу за 31 жовтня 2021. Процитовано 21 липня 2013.

| Австрія | Це незавершена стаття з географії Австрії. Ви можете допомогти проєкту, виправивши або дописавши її. |